# Abderrazak Hamdallah
Abderrazak Hamdallah (arabisch عبد الرزاق حمد الله, DMG ʿAbd ar-Razzāq Ḥamd Allāh; * 17. Dezember 1990 in Safi) ist ein marokkanischer Fußballspieler der auf der Position des Stürmers beim al-Ittihad in der Saudi Professional League spielt. Außerdem spielt er für das Nationalteam Marokkos.

## Karriere

### Verein
Hamdallah begann seine Karriere bei Olympique Safi, wo er ab der Saison 2010 im Botola zum Einsatz kam. Nach drei Jahren bei den Profis von Safi wechselte er im März 2013 nach Norwegen zum Aalesunds FK, der für den Marokkaner die höchste Ablösesumme der Vereinsgeschichte bezahlte. Sein Debüt in der Tippeligaen gab er im April 2013, als er am zweiten Spieltag der Saison 2013 gegen Sandnes Ulf in der 71. Minute für Michael Barrantes eingewechselt wurde. Im selben Monat erzielte er bei einem 2:0-Sieg gegen die Sarpsborg 08 FF sein erstes Tor in der höchsten norwegischen Spielklasse. Im Mai 2013 gelang ihm bei einem 7:1-Sieg gegen den Lillestrøm SK sein erster Dreierpack für Aalesund. Bis Saisonende kam er zu 27 Einsätzen in der Liga, in denen er 15 Tore erzielte. Damit erzielte er hinter Frode Johnsen die zweitmeisten Tore in der Tippeligaen.
Nach einer Saison in Norwegen wechselte Hamdallah im Februar 2014 nach China zu Guangzhou R&F. Im März 2014 kam er gegen Tianjin Teda zu seinem ersten Einsatz in der Chinese Super League. Im selben Monat erzielte er bei einem 3:1-Sieg gegen Shanghai Shenxin seine ersten drei Tore in der höchsten chinesischen Spielklasse. Bis zum Ende der Saison kam er in 22 Spielen in der CSL zum Einsatz, in denen er ebenso viele Tore erzielte. Damit erzielte er nach Elkeson in jener Spielzeit die zweitmeisten Tore. Nach weiteren zehn Spielen für Guangzhou in der Saison 2015 wechselte er während der laufenden Spielzeit im Juli 2015 nach Katar zu al-Jaish.
In der Saison 2015/16 kam er zu 23 Einsätzen für al-Jaish in der Qatar Stars League, in denen er 21 Tore erzielte, wodurch er Torschützenkönig wurde. In der Saison 2016/17 kam er verletzungsbedingt zu keinem Einsatz. Zur Saison 2017/18 wechselte Hamdallah zum Ligakonkurrenten al-Rayyan SC. Für al-Rayyan absolvierte er in jener Spielzeit 20 Spiele und erzielte 18 Tore, womit er nach Youssef El-Arabi und Youssef Msakni die drittmeisten Tore erzielte.
Nach einer Saison bei al-Rayyan wechselte er zur Saison 2018/19 nach Saudi-Arabien zum al-Nasr FC. Mit dem Verein konnte er in jener Saison saudi-arabischer Meister werden, zudem erzielte er in 26 Spiele in der Saudi Professional League 34 Tore. Dabei steuerte er ab dem 19. Spieltag bis Saisonende in jedem Spiel mindestens ein Tor bei, alleine in der Rückrunde erzielte er in 15 Einsätzen 25 Tore. Mit seinen 34 Treffern wurde er auch mit großem Vorsprung auf Léandre Tawamba, der 21 Tore erzielt hatte, Torschützenkönig. Im November 2021 endete sein Vertrag bei al-Nasr und er blieb zunächst einige Monate ohne Klub. Erst im Januar 2022 schloss er sich schließlich al-Ittihad an. Am Ende der Saison 2022/23 feierte er mit dem Verein die saudi-arabische Meisterschaft. In dieser Saison wurde er mit 21 Toren wieder Torschützenkönig der Liga.

### Nationalmannschaft
Hamdallah debütierte im Februar 2012 für die marokkanische Nationalmannschaft, als er in einem Testspiel gegen Burkina Faso in der 71. Minute für Youssef El-Arabi eingewechselt wurde. Hamdallah gehörte auch dem Kader der Marokkaner beim Afrika-Cup 2013 an. Während des Turniers kam er jedoch nicht zum Einsatz, die Marokkaner schieden ohne Niederlage nach drei Remis in der Gruppenphase als Dritter der Gruppe A aus. Im Juni 2013 erzielte er in der WM-Qualifikation gegen Tansania sein erstes Tor im Nationalteam.
Nachdem er seit 2019 nicht mehr nominiert worden war, stand Hamdallah Ende 2022 im marokkanischen Aufgebot bei der Weltmeisterschaft in Katar und wurde in vier Spielen, darunter dem Halbfinale eingewechselt.

## Erfolge
al-Nasr FC
- Saudi-arabischer Meister: 2018/19

Ittihad FC
- Saudi-arabischer Meister: 2022/23

## Auszeichnungen
- Torschützenkönig der Qatar Stars League: 2015/16
- Torschützenkönig der Saudi Professional League: 2018/19, 2019/20, 2022/23
- Torschützenkönig der AFC Champions League: 2020